# Mariologia

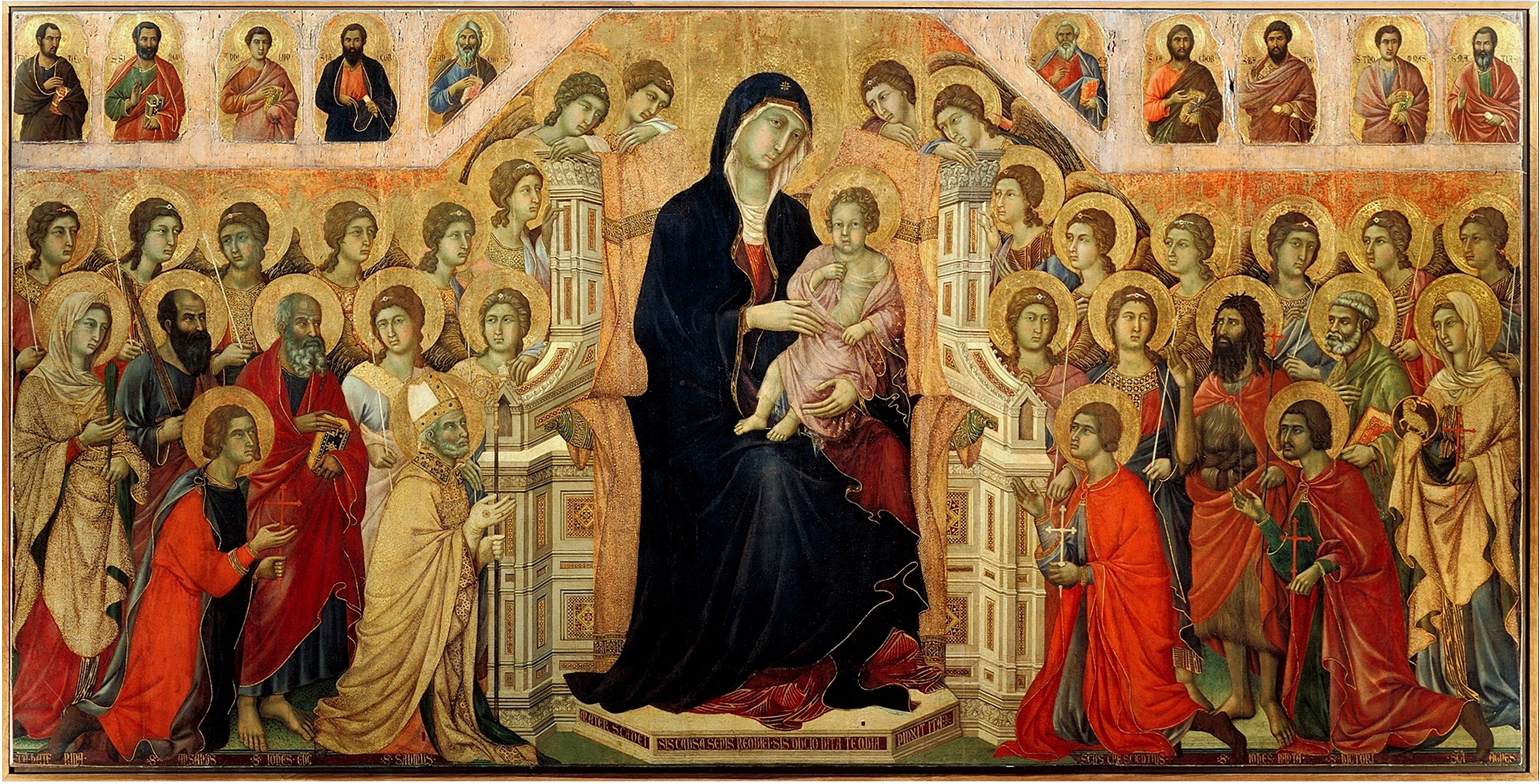
Maestà – Matka Boża Tronująca

Mariologia, dawniej teologia mariologiczna (łac. Maria – Maryja, gr. logos – nauka, wiedza) – dział teologii dogmatycznej, nauka o Maryi z Nazaretu, Matce Jezusa Chrystusa.
Obejmuje takie zagadnienia jak: szczególne wybranie Maryi, jej świętość, poczęcie Syna z Ducha Świętego, obecność Maryi w życiu Chrystusa i Kościoła, jej dziewictwo i Boże macierzyństwo, udział w zbawczym dziele Chrystusa, znaczenie we wspólnocie Kościoła, kult.
Źródłami mariologii są:  Pismo Święte (Ga 4,4-5; Mk 3,31-35; 6,1-6; Mt 1,1-25, 2,11; Łk 1,26-56; 2,1-35, 41-51; 11,27-28; J 2,1-11; 19,25-27; Dz 1,14), nauczanie ojców Kościoła, sobory i synody, liturgia, doświadczenia świętych i mistyków, pobożność sanktuaryjna.
Pierwszy usystematyzowany traktat o Maryi przedstawił w 1590 hiszpański jezuita Francisco Suarez. Określenia „mariologia” po raz pierwszy użył Placido Nigido na pocz. XVII w. (Summa mariologiae, Palermo 1602). Sobór Watykański II dał nowy wykład mariologii w powiązaniu z nauką o Kościele i chrystologią. 
Mariologię współczesną rozwijają Międzynarodowe Kongresy Mariologiczne organizowane przez Pontificia Academia Mariana Internationalis (PAMI). Głównym akademickim ośrodkiem mariologii na świecie jest Papieski Wydział Teologii „Marianum” w Rzymie. Pierwsza Katedra Mariologii w Polsce powstała w 1958 na Katolickim Uniwersytecie Lubelskim
. W 1999 zostało założone Polskie Towarzystwo Mariologiczne. 
Teologie protestancka i prawosławna nie mają odrębnego traktatu mariologicznego. W teologii prawosławnej mariologia stanowi część chrystologii, zw. teotoklogią.

## Rodzaje mariologii
W zależności od źródeł, stosowanych metod i wyznaczonego celu, które określają jej rodzaj i charakter, mariologię dzielimy na:
- biblijną (wydobywającą z Biblii elementy objawienia o Maryi)
- patrystyczną (opartą na nauczaniu ojców Kościoła)
- scholastyczną (rozważającą poszczególne zagadnienia, gł. Boże Macierzyństwo,  w kontekście wcielenia)
- pozytywną (opartą na Piśmie Świętym, nauce ojców Kościoła, nauczaniu soborów i papieży; mniejsze znaczenie przywiązującą do spekulacji)
- przywilejów (mnożącą nowe tytuły chwały i ogłaszającą nowe dogmaty maryjne; mariologia przedsoborowa)
- historiozbawczą (ukazującą Maryję na tle dziejów zbawienia i podkreślającą jej udział w tajemnicy wcielenia)
- akademicką (wykładaną na wyższych uczelniach i w seminariach duchownych)
- ludową (uprawiana przez pobożny lud)
- wyzwolenia (rozwijaną w Ameryce Łacińskiej w 2 poł. XX w. w ramach teologii wyzwolenia)
- chrystotypiczną (podkreślającą podobieństwa Maryi do Chrystusa, rodzącą pobożność wzywania Maryi w różnych potrzebach)
- eklezjotypiczną (podkreślającą podobieństwa Maryi do Kościoła, akcentującą pobożność naśladowania i zaangażowania)
- feministyczną (ukierunkowaną feministycznie, promującą potrzebę wyzwolenia kobiet)
- symboliczną (dowartościowującą symbole biblijne, które zasadnie można odnieść do Maryi)
- narracyjną (akcentującą opisową moc narracji biblijnej o obecności Maryi w życiu Chrystusa i Kościoła)
- ekumeniczną (uwzględniającą także nauczanie o Maryi prezentowane w in. wyznaniach chrześcijańskich)